# Kathrin Müller (Reiterin)
Kathrin Müller (* 2. Dezember 1985 in Arnsberg) ist eine deutsche Springreiterin.

## Person
Kathrin Müller stammt aus einer pferdesportbegeisterten Familie: ihr Vater ritt selbst auf Turnieren, auch ihr Bruder reitet in Springprüfungen bis hin zur schweren Klasse. Neben ihrer Tätigkeit im Pferdesport studierte sie Sport- und Eventmanagement.
Kathrin Müller wuchs in Arnsberg-Voßwinkel auf, heute wohnt sie auf Gut Beringhof in Wickede (Ruhr).

## Erfolge
Bereits 2006 wurde Müller mit Marius hinter Jan Sprehe Deutsche Vize-Meisterin bei den Jungen Reitern. Im Jahr 2009 bekam sie die Möglichkeit, für Deutschland beim CSIO 3*-Nationenpreis von Linz zu starten, im Sattel von Marius erreichte sie mit der Mannschaft den dritten Platz.
Ihr bisher größter Erfolg war der zweite Platz bei den Deutschen Meisterschaften der Damen im Jahre 2012. Weitere Erfolge in diesem Jahr waren der dritte Platz beim Großen Preis von Bayern (CSI 3* München-Riem), der vierte Platz beim CSI 3*-Grand Prix von Lamprechtshausen sowie der Sieg mit der deutschen Mannschaft im Nationenpreis von Sopot (CSIO 3*). Diese Erfolge erzielte sie im Sattel von Shakespeare, einem 1999 geborenen KWPN-Wallach.
Zum Abschluss der 2010er Jahre glückten ihr mit der Stute Felitia wieder zwei größere Erfolge: Bei den Deutschen Meisterschaften der Damen im Juni 2019 gewann Müller die Bronzemedaille, im November 2019 kam sie auf den dritten Platz im Großen Preis der Munich Indoors (CSI 4*).